# دايجو فوروكاوا
دايجو فوروكاوا (باليابانية: 古川 大悟) (مواليد 15 سبتمبر 1999)، هو لاعب كرة قدم سابق كان يلعب كمهاجم.

## وصلات خارجية
- دايجو فوروكاوا على موقع رابطة كرة القدم اليابانية للمحترفين (اليابانية)
- دايجو فوروكاوا على موقع قاعدة بيانات كرة القدم.إي يو (الإنجليزية)
- دايجو فوروكاوا على موقع Soccerway.com (الإنجليزية)
- دايجو فوروكاوا على موقع عالم كرة القدم.نت (الإنجليزية)